# ترنس مان
ترنس مان (انگلیسی: Terrence Mann؛ زادهٔ ۱ ژوئیهٔ ۱۹۵۱) یک هنرپیشه اهل ایالات متحده آمریکا است
از فیلم‌های معروف او می‌توان به بازی در فیلم زنان واقعی و گروه سرود اشاره کرد.